# 埃德里奇·克里沃
利尔莱·埃德里奇·克里沃（英語：Leroy Eldridge Cleaver，1935年8月31日—1998年5月1日）是一个美国作家和政治活动家，他在黑豹党的早期成为了一名领导人。
在1968年，克里沃完成了冰上魂的写作，其散文的全集，在其出版时，被紐約時報書評赞美为“杰出并揭露的”。克里沃在《冰上魂》中陈述：“如果一个像麥爾坎·X那样的人能够改变和否认种族主义，如果我自己和其他前穆斯林们可以改变，如果青年白人可以改变，那么对美国来说就有希望。”
在身为古巴和阿尔及利亚的来自美国刑事司法系统的一名逃犯期间，克里沃成为了一名黑豹党的杰出成员，有着信息部长和黑豹党国际部门头目的头衔。克里沃因为一系列的罪行包括入屋犯法、傷害罪、强奸和谋杀未遂等被定罪，并最终在福森姆国家监狱和聖昆丁康復中心服刑到1966年末假释释放。1968年，在领导了对奥克兰警察办公厅的一场导致有两名办公人员受伤的袭击之后，再次成为了一名逃犯。在冲突中和黑豹党成员鲍比·胡顿被杀期间，克里沃负伤。作为黑豹党官方报纸的编辑，《黑豹》，在党的方向上克里沃的影响只在与创立者们休伊·普·牛顿和鲍比·希尔竞争。克里沃和牛顿最终互相决裂，导致了一场削弱党的分裂。
在古巴、阿尔及利亚和法国流亡了七年之后，于1975年克里沃返回了美国，在加入耶穌基督後期聖徒教會之前，他在美国参与了多种多样的宗教团体（文鲜明和統一教），与此同时成为了一名保守主义的共和党员，在共和党的事务中出现。

## 生平

### 早年生活
埃德里奇·克里沃出生于沃巴西卡 (阿肯色州)。作为一名小孩和他的大家族从鳳凰城搬家到洛杉矶。他是利尔莱·克里沃和斯尔马·哈迪·罗宾逊的儿子。他有四个兄弟姐妹：威沃尔利马·玛丽、海伦·格雷斯、詹姆斯·威尔顿和斯奥菲利斯·海伦。他的祖父们都是新教传教士。
作为一名青年，他参与了轻微犯罪并在少年感化院服刑。在18岁，他因为毒品重罪的指控（大麻）被定罪并被送到在索莱达的成人监狱。在1958年，他被判处强奸罪和故意杀人罪，并监禁于福尔瑟姆州立监狱和聖昆丁康復中心监狱，他在此变得激进化。他收到了《共产党宣言》的一个副本，并广泛阅读经济、哲学、文学和政治理论。他加入了伊斯兰民族（NOI）并且领导了聖昆丁的黑人穆斯林的一个激进派别。然而，在麥爾坎·X与以利亚·穆罕默德有公开裂痕并成立了非裔美国人团结组织（OAAU）的同时，克里沃对伊斯兰民族（NOI）日益不满并且仓促地离开了它。
在1966年12月12日，克里沃在1971年3月20日的释放日期之前被从聖昆丁监狱假释。他的假释是在《城墙》杂志的创立者爱德华·麦克尔·凯丁的帮助下被批准的，爱德华在1966年开始出版克里沃的监狱散文并保证他在杂志的旧金山办公室有一份工作。

### 黑豹党时期
在他被释放的基础上，克里沃继续为《城墙》写作并且也努力组织以振兴非裔美国人团结组织。黑豹党（BPP）在那时只有两个月大。克里沃加入了位于奥克兰 (加利福尼亚州)的黑豹党，担任信息部长，或发言人。与其他激进团体不同，黑豹党致力于武装斗争吸引他加入黑豹党。
在1967年，他与马文·X、艾迪·布林和爱斯那·瓦特一道在旧金山成立了黑屋政治/文化中心。阿米里·巴拉卡、索尼亚·桑切斯、阿斯卡·托尔、萨拉·韦伯斯特·法比奥、芝加哥艺术团、阿沃特克加、雷吉纳德·洛凯特、埃莫利·道格拉斯、萨缪尔·纳皮尔、鲍比·胡顿、休伊·牛顿和鲍比·希尔是黑屋的常客。同年，他与凯瑟琳·尼尔·克里沃（于1987年离婚）结婚，他与其育有一子艾哈迈德·马西奥·埃德里奇（出生于1969年的阿尔及利亚；于2018年在沙特阿拉伯去世）和一女赵周英贻（出生于1970年7月31日的朝鲜）。
在1968年，克里沃因为与坏名声的个体进行交往、控制和占有军火而违反假释被逮捕。他向索拉诺县法院请愿人身保护令，被批准并获得了5万美元的保释金。

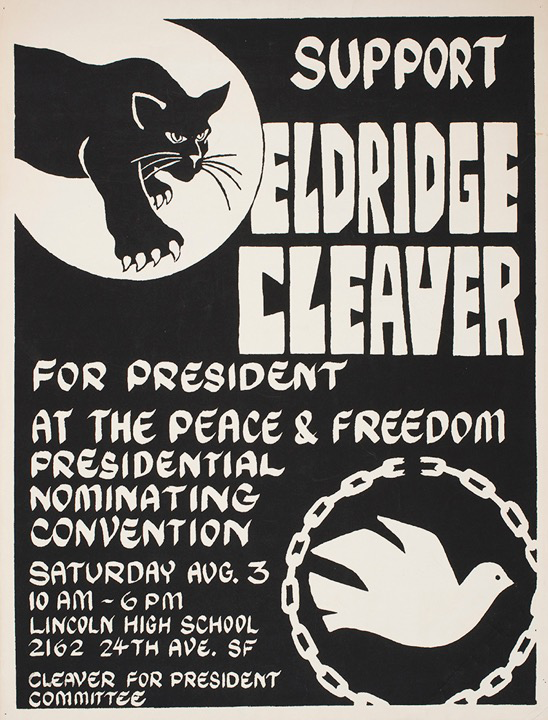
克里沃1968年总统竞选的一张海报。

在1968年，克里沃是和平与自由党的一名总统候选人。于1935年8月31日出生的他，直到他在1969年的就职日的一年多后才能满足必需的35岁（尽管宪法要求总统至少是35岁，它没有特指在提名、竞选或就职时这一年龄必需达到）。因为他没有达到宪法要求的标准，夏威夷和纽约法庭认为克里沃可以从投票中被排除掉。
作为馬丁·路德·金恩遇刺案的后果，在1968年4月4日，在全国范围有许多暴动。在4月6日，克里沃和14名其他黑豹党员参与了一场有两名办公人员受伤的对奥克兰警察局的对抗。在袭击期间克里沃负伤并且17岁的黑豹党成员鲍比·胡顿被杀。他们手持M16步枪和霰弹枪。在1980年，他宣称他在一场对警官的故意袭击中领导了黑豹集团，因此引发枪战。
一些记者对这种行动感到惊讶，因为它也在克里沃的一场异常演讲的上下文中使得黑豹党失信，陈述，“我们需要警察作为英雄”，并且据说他因为“它是一个为谋杀的的橡皮图章”的“奇怪的”原因谴责警察枪击的民事审查委员会。一些人推测克里沃的承认是对阿拉米达县司法系统的回报，几天前法官还只是审判让他免于监禁。在得到伤害三名奥克兰警官的三次指控后，克里沃被判处进行社区服务。公共广播电视公司的纪录《一个休伊·牛顿的故事》宣称“鲍比·胡顿在他已经投降并脱下内衣以证明他没有武器之后，被枪击多于十二次。”

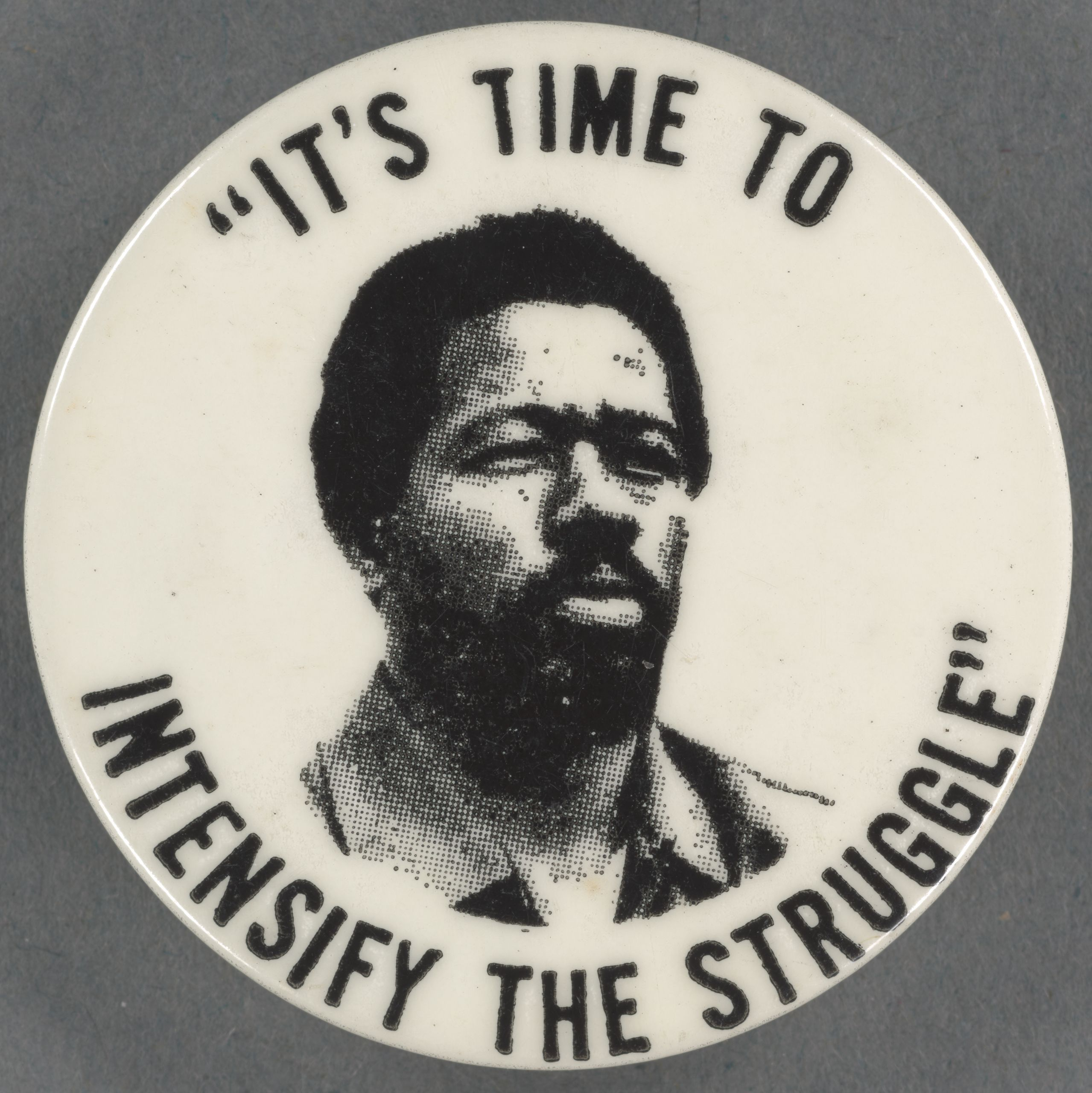
一枚勋章描绘了黑豹党员埃德里奇·克里沃的口号，“是时候加强斗争了”。

在这起事件后其被指控为谋杀未遂，克里沃在1968年末弃保潜逃到了古巴。起初接受了热情好客的古巴政府的疗养，这结束于菲德尔·卡斯特罗收到了中央情报局渗透了黑豹党的信息的报告。克里沃于是决定前往阿尔及利亚，告诉他的妻子在那里见他。伊莱尼·卡莱因通过让他收到一封参与亲非洲文化节日的邀请和使他从迫害中暂时得到安全从而让他回归正常。
这场节日允许他参与整个非洲的革命者的网络以讨论白人至上主义和殖民主义的危险。克里沃直言不讳地呼吁暴力反抗美国，贡献他的任务以“将黑豹党定位在美国内部的革命民族主义阵营并且在世界舞台上作为弗朗茨·法农的追随者”。克里沃为在阿尔及利亚的黑豹党成立了一个国际办公室。追随蒂莫西·利里的地下氣象員以协助其越獄，利里与克里沃一起在阿爾及爾；然而，克里沃因为利里是一名宣传吸毒的反革命而对利里进行了“革命逮捕”。
在1969年，克里沃栽培了与北韩的联盟，并且黑豹党出版部开始再版从金日成著作中摘取的语录。即使此时的左派经常查看古巴、中国和北越以得到鼓舞，很少有人关注神秘的平壤政权。绕过美国在北韩的旅游限制，克里沃和其他黑豹党成员带着主体模式可以被应用到非洲裔美国人的革命解放中去的想法在1969—1970年间两次访问北韩。进行了一场朝鲜民主主义人民共和国、也被称作北韩的官方旅行，克里沃对“朝鲜民主主义人民共和国的稳定，提供得到食物、就业和住房等的全面保障、没有经济或社会的不平等的无犯罪社会”表示钦佩。
在1970年的夏天，克里沃和另一位著名的党员伊莱尼·布劳恩作为一个美国人民反帝代表团的一部分旅行到了中国。（p. 39）
拜伦·沃根·布斯（前黑豹党国防部副部长）宣称，在去往北韩的旅程之后，克里沃发现他的妻子与黑豹党成员小克林顿·罗伯特·史密斯有染。布斯告诉联邦调查局他目击了克里沃在阿尔及利亚使用一把AK-47开枪并杀害了史密斯。伊莱尼·莫克赫特菲在《伦敦书评》，写下了克里沃在完成谋杀后就向他的妻子忏悔。
在他的1978年的书《火上魂》中，克里沃写了一些关于在阿尔及利亚流亡的宣称，包括他被来自在此之后被美国政府轰炸的北越政府的常规津贴所支持。克里沃陈述了他被其他的转变为革命者的前科犯罪人员所追随，他们中的许多人是（包括布斯和史密斯）劫机前往阿尔及利亚的。

### 分裂和新方向
作为对反情報計劃和政府对抗黑豹党和其他激进团体的其他行动的回应，埃德里奇·克里沃和休伊·牛顿最终在武装斗争的必要性上不一致而决裂。这导致克里沃最终被驱逐出黑豹党。并且克里沃对北韩的兴趣和全球反帝斗争引起了来自感到他忽视在美国的在家的非洲裔美国人的需求的其他黑豹党成员的愤怒。随着在1971年他被黑豹党所驱逐，这一团体与北韩的关系很快被遗忘了。
在牛顿建议最好的方式是放下武器的同时，克里沃提倡城市游击战的武装反抗的升级，他感到黑人社区的其余黑豹党成员的疏远，并且更多地聚焦在实用主义改革家对增加社会项目去援助非洲裔美国人社区和反对歧视法律的游说上面。克里沃谴责了选择与白人利益合作而不是推翻他们的试图成为汤姆叔叔的牛顿。
克里沃于1972年离开了阿尔及利亚，转移到了法国巴黎，在孤立地生活在地下期间成为了重生 (基督教)的一员。他将他的头脑转向时尚设计；三年后，他发布了他称作“克里沃们”的裤裆复兴的“阳刚裤”。热情地声称它们会给男人们“一个机会去宣称他们的男子气概”。克里沃于1975年返回了美国去面对未解决的谋杀未遂指控。
1978年9月，他由于诉讼程序拖延而被保释，他有一家法人组织的埃德里奇·克里沃有限责任公司，经营一家工厂和西好莱坞商店剥削他的“克里沃们”，他声称从“阴茎绑定”中解放男人们。他看到在这件事和他的新发现的基督教之间没有冲突，从申命记 22中获得对他的公开的性设计的绘画支持。长期未决的指控随后在一场认罪协议减刑到故意伤害解决了。1200小时的社区服务的判决被下达。

### 晚年
在20世纪80年代初，克里沃看到了福音主義的商业本性从而感到幻灭，并研究替代选择，包括文鲜明的校园事工组织統一教。他在一段期间也是一名天主教徒。之后他领导了一场被称作埃德里奇·克里沃的十字军东征的短暂的复兴事工，“一种他称作‘Christlam’的伊斯兰和基督教的混合综合”，伴随着称作“精子护卫”的一个辅助组织。
在1983年12月11日，克里沃受洗加入了耶穌基督後期聖徒教會（LDS教会）。通过在耶穌基督後期聖徒的聚会的邀请函，他周期性地参加教会的服务和教育。
到了20世纪80年代，克里沃已经成为一名保守主义的共和党员。他出现在多种多样的共和党事件并在一场加利福尼亚共和党国家中央委员会会议上发表关于他的政治转变的演讲。在1984年，他参与了伯克利 (加利福尼亞州)市议会的选举并落选。无所畏惧地，他宣传他在共和党1986年加利福尼亚州美国参议院选举的初选的候选资格但再次失败。下一年，他的20年的与凯瑟琳·尼尔·克里沃的婚约结束了。
在1988年，克里沃因为入屋犯法被判处缓刑并且在此年后期可卡因检测为阳性之后被短暂地监禁了。他因为在两年后承认霹雳可卡因成瘾而进入了戒毒所，但在1992年和1994年被奥克兰和伯克利警方因持有毒品而被捕。在他的最终逮捕不久之后，他被转移到了南加利福尼亞州，陷入健康恶化。

### 死亡
克里沃死于1998年5月1日的波莫纳 (加利福尼亚州)的波莫纳谷医院医疗中心，享年62岁。他被埋葬在阿爾塔迪納 (加利福尼亞州)的山景公墓。

## 《冰上魂》（1968）
从我的监狱牢房，我看到美国正在缓慢觉醒。虽然它还没有完全醒来，但在空气和每处我看见的美丽地方都有灵魂。我看到了静坐示威，自由驾驶着密西西比的血腥夏天，遍及全国的示威活动，言论自由运动，示威游行和对林顿·斯特兰奇拉夫的对外政策的日益增长的抗议——所有这些，成千的微小细节，向我展现是时候该站立并飞翔了。那就是为什么我决定聚集在这一领域我的作品和努力。我们是一个非常病态的国家——我，也许，是比最病态还要病态的人。但我接受那点。我告诉你我在开始时我就是自然的极端主义者——所以我应该是极端病弱的是仅有正确的。我与来到监狱的埃德里奇非常相近，但是那个埃德里奇不在存在了。而现在的我是在某种程度上对我来说陌生的我。——埃德里奇·克里沃，《冰上魂》，1968。
在监禁期间，他写了一系列的哲学和政治散文，最初在《城墙》杂志上发表并随后以图书《冰上魂》的形式出版。
在这本书的最有争议的部分，克里沃承认犯有强奸罪，陈述了他最初在贫民窟“为了实践”强奸了黑人女性并随后开始了对白人女性的一系列强奸。他描述这些罪行为受政治启发的，被强奸白人女性是“一种造反行为”的一种真正的信念所驱动。当他开始书写《冰上魂》时，他明确地放弃了强奸和全部他之前关于强奸的推理。
《冰上魂》中的散文分为四大主题部分：“狱中书信”，随着罪行和监狱的思想描写了克里沃的经历；“野兽之血”，讨论种族关系和宣传黑人解放意识形态；“爱的前奏曲——三封书信”，写给克里沃的律师比沃里·艾克斯罗德的爱情信；和”白人，黑人“，关于性别关系、黑人男子气概和性。

## 图书
- 克里沃, 埃德里奇. . 纽约: 麦格劳希尔图书公司. 1968. ISBN 0070113076.
- 克里沃, 埃德里奇. 希尔, 罗伯特 , 编. . 纽约: 兰登书屋. 1969. ISBN 0-3944-2323-2.
- 克里沃, 埃德里奇. . 德克萨斯州韦科: 单词图书. 1978. ISBN 0-8499-0046-8.
- 克里沃, 埃德里奇. 克里沃, 凯瑟琳 , 编. . 纽约: 帕爾格雷夫·麥米倫. 2006. ISBN 1-4039-6237-5.

## 进一步阅读
- 可明斯, 埃里克. . . 史丹福大學出版社. 1994: 93–127. ISBN 978-0804722322. OCLC 28112851.
- 罗特，凯瑟琳（1991）. 埃德里奇·克里沃. 波士顿: 特维恩出版社. ISBN 0805776206.
- 杨, 本杰明 R. . 威爾遜中心. 华盛顿特区: 北韩国际档案工程（英语：North Korea International Documentation Project）. 2013年2月6日.

文档
- 黑豹党：革命的先锋（英语：The Black Panthers: Vanguard of the Revolution），发行于2015年的关于黑豹党的一个档案.